# Портал (фантастика)
Порта́л в научной фантастике и фэнтези — это технологический или магический проём, соединяющий два отдаленных местоположения, разделённых пространством и временем.

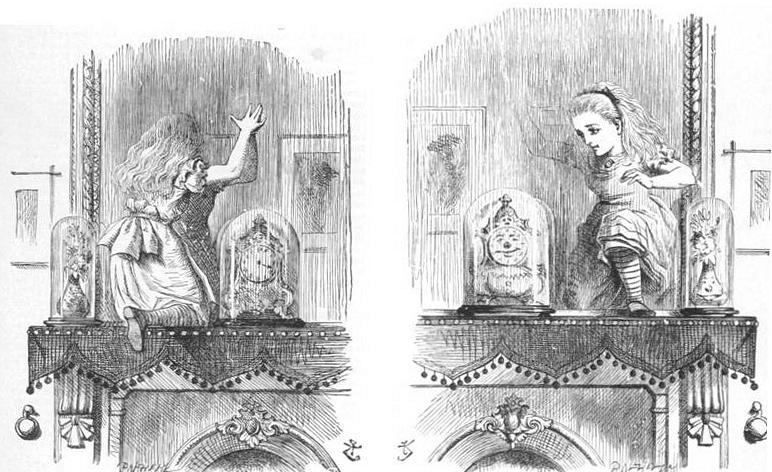
Алиса отправляется в Зазеркалье. Иллюстрация Джона Танниела

Портал может соединять места в той же Вселенной (аналог телепортации); в параллельном мире (межпространственный портал); в прошлом или будущем (временной портал); или другие аспекты существования, такие как рай, ад и т. д.
Описание порталов в фантастике похоже на космологическую концепцию червоточины, и зачастую принципы работы порталов в произведении объясняется наличием «кротовых нор».

## Примеры

### Кино и телевидение
- Одним из самых ранних примеров является «Город на краю вечности» в сериале «Звёздный путь».
- В фильме «Ходячий замок Хаула» он имеет дверь, через которую можно попасть в разные места за пределами замка.
- В сериале «Вавилон-5» присутствуют порталы (называемые так же «воротами»), используемые для прыжка космических кораблей в гиперпространство и выхода из него, с целью сверхсветовых перемещений.
- В сериале «Гравити Фолз» Фиддлфорд МакГаккет и Стэнфорд Пайнс, двоюродный дедушка Диппера и Мейбл, при помощи Билла Шифра построил вселенский (межизмеренченский) портал под Хижиной Чудес.
- В одной из серий мультсериала «Финес и Ферб» одним из проектов, изготовленных изобретательными братьями, был разработанный их другом Балджитом Портал на Марс.
- В фильме «Интерстеллар» по сценарию фильма возле планеты Сатурн появляется «кротовая нора» (портал), через который главные герои фильма отправляются в другую галактику, искать планету, пригодную для жизни.
- В сериале «Доктор Кто» главный герой Доктор использует живой временно-пространственный корабль ТАРДИС, который мог находиться одновременно в нескольких измерениях за счёт своей «пространственной трансцендентности», а именно: экзоплазматическая оболочка (экстерьер ТАРДИС) могла материализовываться в точке времени и пространства некоторого измерения, которую задавал пилот, и так же, являясь ,,дверью,, в ТАРДИС, давала доступ к внутренней части корабля (интерьеру ТАРДИС), которая находилась в отдельном измерении.
- В серии фильмов, сериалов и мультфильмов по вселенной «Звездных врат» существует одноимённое устройство, создающее червоточину, ведущую к аналогичному устройству на другой планете и, таким образом, позволяющее путешествовать по вселенной.
- В мультсериале «Вакфу» главный герой Юго создаёт порталы синего цвета и передвигается при помощи них. Также это его оружие так как направляет в них потоки энергии.
- В мультсериале «The Transformers» способностью создавать порталы обладает десептикон Деформер.
- В фэнтезийном мини-сериале «Десятое королевство» 2000 года перемещение между мирами возможно благодаря волшебному зеркалу путешествий.
- В сериале «Портал Юрского периода» возникают порталы во времени и пространстве, через которые могут проходить существа разных эпох.
- В фильмах медиафрашизы «Кинематографическая вселенная Marvel», артефакт под названием «Тессеракт» был способен создавать порталы между мирами. Помимо этого артефакта, существует персонаж по имени Доктор Стрендж, способный так же создавать порталы внутри вселенной, и Мультивселенной. Также в американском сериале «Локи» (2021) были представлены порталы в виде дверных проёмов, использующиеся организацией «Управление временными изменениями» для перемещения во пространстве и времени.
- В мультсериале Рик и Морти, один из главных героев сериала, Рик обладает портальной пушкой разработанной в юности, с помощью которой может создавать портал в пространстве между измерениями и внутри одного измерения: через него он путешествует со своим внуком Морти.
- В фильме Люди Икс: Дни минувшего будущего был персонаж Блинк, которую сыграла актриса Фань Бинбин, она  может создавать порталы, которые могут использоваться для транспортировки людей или предметов. Порталы также могут быть использованы, для того чтобы перенаправить атаки врагов.

### Игры
- В игре Diablo 1996 года выпуска присутствует одно из первых применений порталов. Персонаж может создать «портал города», позволяющий мгновенно переместиться из подземелий в город, а затем вернуться обратно. Порталы делают игровой процесс более удобным: герою часто приходится возвращаться в город ради продажи найденных предметов и пополнения запасов, без портала ему приходилось бы преодолевать длинный обратный путь по подземельям. Также портал города может помочь герою спастись от монстров, если перекрыт путь к отступлению. Ещё в игре встречается «внутренний» портал, работающий по тому же принципу, но соединяющий два подземных уровня. В дальнейших версиях Diablo порталы имеют аналогичное применение.
- В «BioShock Infinite» Элизабет умеет открывать порталы в другой период времени (в будущее и прошлое) или в другое измерение своего мира.
- В франшизе Half-Life 2 силы Альянса использовали порталы для путешествия на Землю из параллельного мира Зен.
- В игре Minecraft можно создать портал в похожее на ад альтернативное измерение под названием «Nether» (дословно — «нижний»)[1][2] и в измерение под названием «End» («край», дословно — «конец»).
- Механика серии игр «Portal» основывается на решении головоломок при помощи переносного устройства, позволяющего создавать на плоских поверхностях порталы — два связанных разрыва материи, через которые можно мгновенно перемещаться в пространстве самому или переносить предметы.